# Swindon Robins
Swindon Robins es un equipo de speedway motociclismo británico con sede en la ciudad de Swindon. Fue fundado en 1949 y compite en la primera categoría de speedway en Gran Bretaña, la "Sky Sports Elite League".
Speedway empezó en la ciudad de Swindon en 1928 cuando un óvalo de tierra fue construido en el antiguo aeródromo en el bario Gorse Hill, que fue demolido hace mucho tiempo.

## Historia

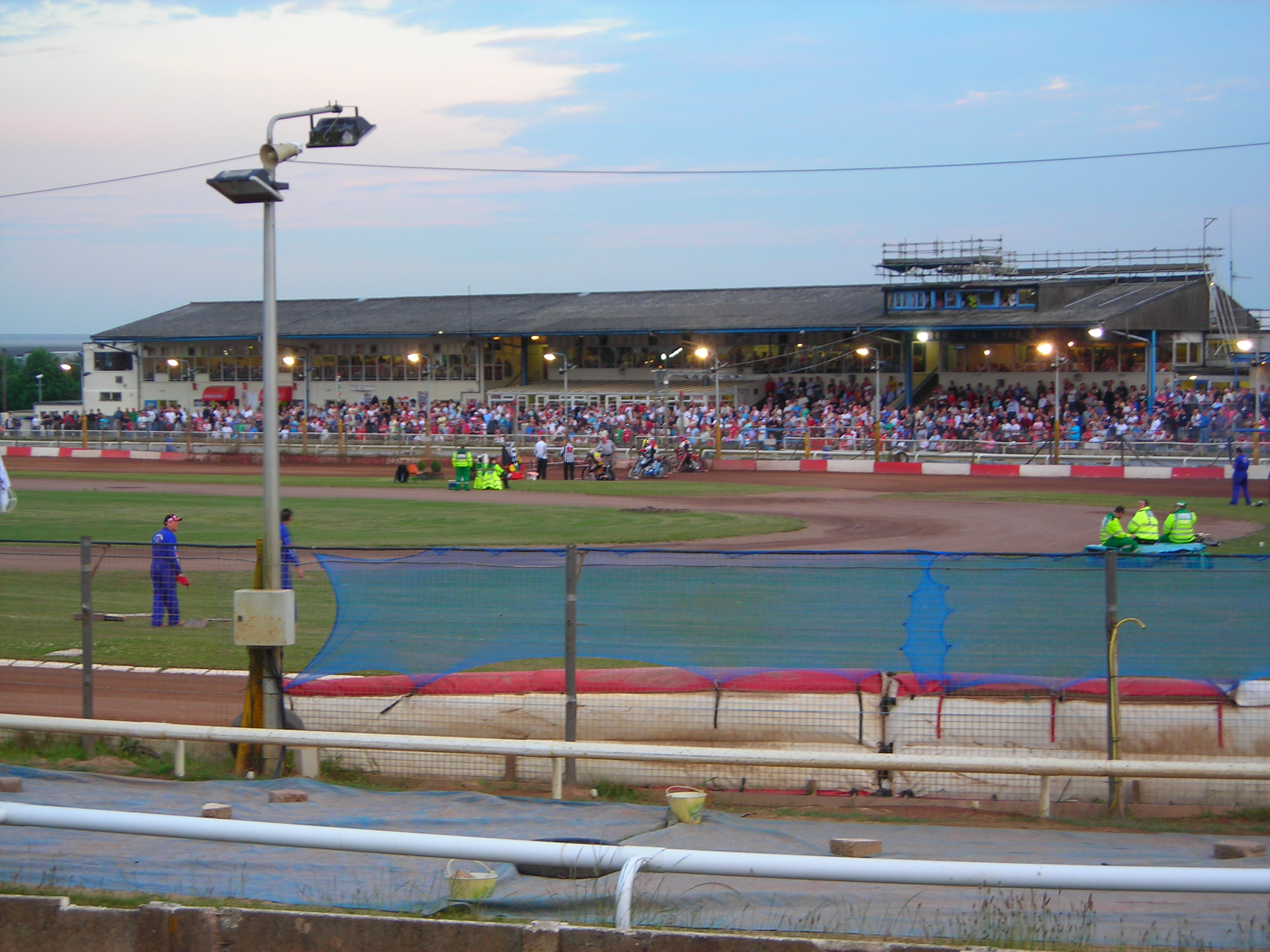
La empieza de una carrera en el estadio de Swindon Robins.

Swindon Robins fue fundado con la colaboración de Reg Witcomb el gerente de Bristol speedway y el empresario Bert Hearse. Con sus instrucciones un óvalo de tierra de 370 metros, fue construido en el pueblo de Blunsdon, cerca de la ciudad de Swindon en 1949. 
La primera competición de speedway en el "Abbey Stadium" en Blunsdon, fue una competición contra Oxford en 23 de julio de 1949, frente a más de 8.000 aficionados. Swindon Robins perdió 39-45, pero esta competición fue el inicio de más de 60 años consecutivos de speedway en Swindon.
Swindon Robins ha sido campeón de la liga Británica de la primera categoría en 3 ocasiones, en 1957 como campeón de la "National League" y 1967 como campeón de la "British League" y más recientemente en 2012 como campeón de la "Elite League". En 2008 Swindon ganó la "Elite Shield" con una victoria contra Coventry Bees.

## Equipo 2013
- Hans Andersen - Nacionalidad Danesa (capitán) - 8.18
- Troy Batchelor - Nacionalidad Australiana - 7.94
- Peter Kildemand  - Nacionalidad Danesa - 6.98
- Edward Kennett - Nacionalidad Inglesa - 6.25
- Nick Morris - Nacionalidad Australiana - 5.78(DO)
- Kacper Gomolski  - Nacionalidad Polaca - 3.90
- Ashley Birks - Nacionalidad Inglesa - 3.37 (DO)

## Equipo 2012
- Troy Batchelor - Nacionalidad Australiana - 8.24
- Hans Andersen - Nacionalidad Danesa (capitán) - 8.15
- Simon Stead - Nacionalidad Inglesa  - 6.43
- Jason Doyle - Nacionalidad Polaca - 5.28 (DO)
- Sebastian Alden - Nacionalidad Sueca - 5.28 (DO)
- Nick Morris - Nacionalidad Australiana - 5.17
- Peter Kildemand  - Nacionalidad Danesa - 4.16
- Kenny Ingalls  - Nacionalidad Estadounidense - 3.53 (DO)
- Robin Aspegren  - Nacionalidad Sueca - 3.53 (DO)

## Equipo 2011
- Scott Nicholls - Nacionalidad Inglesa - 8.54
- Simon Stead - Nacionalidad Inglesa (capitán) - 7.47
- Nicolai Klindt - Nacionalidad Danesa  - 6.58
- Grzegorz Zengota - Nacionalidad Polaca - 5.65
- Maciej Janowski - Nacionalidad Polaca - 5.00
- Jesper B Monberg - Nacionalidad Danesa  - 4.51
- Josh Grajczonek  - Nacionalidad Australiana - 3.85(DO)
- Cory Gathercole  - Nacionalidad Australiana - 3.28(DO)
- Justin Sedgmen - Nacionalidad Australiana - 3.27
- Kenny Ingalls - Nacionalidad Estadounidense - 3.00 (DO)

Otros pilotos que han competido este año por los Robins:
- Tomasz Chrzanowski - Nacionalidad Polaca

(DO) Pilotos que tienen dos equipos uno en la liga Premier (segunda categoría de speedway en Gran Bretaña) así como Swindon Robins en la liga Elite.

## Equipo 2010
- Leigh Adams - Nacionalidad Australiana (capitán) - 10.00
- Simon Stead - Nacionalidad Inglesa - 6.79
- Mads Korneliussen - Nacionalidad Danesa - 6.30
- Morten Risager - Nacionalidad Danesa - 5.26
- Grzegorz Zengota - Nacionalidad Polaca - 5.00
- Thomas H Jonasson - Nacionalidad Sueca - 3.66
- Cory Gathercole - Nacionalidad Australiana - 3.85 (DO)
- Justin Sedgman - Nacionalidad Australiana - 3.00 (DO)
- Jordan Frampton - Nacionalidad Inglesa - 3.40 (DO)

(DO) Pilotos que tienen dos equipos uno en la liga Premier (segunda categoría de speedway en Gran Bretaña) así como Swindon Robins en la liga Elite.

## Equipo 2009
- Leigh Adams - Nacionalidad Australiana (capitán) - 10.00
- Matej Zagar - Nacionalidad Eslovena - 9.15
- Simon Stead - Nacionalidad Inglesa - 6.97
- Travis McGowan - Nacionalidad Australiana - 5.86
- Morten Risager - Nacionalidad Danesa - 5.26
- Paul Hurry - Nacionalidad Inglesa - 3.23
- Mark Lemon - Nacionalidad Australiana (DO) - 3.69
- Ryan Fisher - Nacionalidad Estadounidense (DO) - 6.00
- Cory Gathercole - Nacionalidad Australiana (DO / Número 8) - 3.28

Otros pilotos que han competido este año por los Robins:
- Troy Batchelor - Nacionalidad Australiana
- Jurica Pavlic - Nacionalidad Croata
- Krzysztof Stojanowski - Nacionalidad Polaca
- Richard Sweetman - Nacionalidad Australiana(como Número 8)

(DO) Pilotos que tienen dos equipos uno en la liga Premier (segunda categoría de speedway en Gran Bretaña) así como Swindon Robins en la liga Elite.

## Pilotos con las mejores puntuaciones en la historia de Swindon Robins
| Piloto         | Puntos | Media |
| -------------- | ------ | ----- |
| Leigh Adams    | 6442.5 | 9.72  |
| Martin Ashby   | 5476.5 | 8.61  |
| Phil Crump     | 4254   | 9.52  |
| Mike Broadbank | 4239   | 7.84  |
| Bob Kilby      | 4192   | 7.95  |
| Jimmy Nilsen   | 3815   | 8.41  |
| Barry Briggs   | 3681   | 10.71 |
| Ian Williams   | 3452.5 | 7.54  |
| Brian Karger   | 2754   | 7.60  |
| Neil Street    | 1802.5 | 7.45  |